# 多利尼夫卡 (利維夫州)
48°53′41″N 23°13′52″E / 48.89472°N 23.23111°E

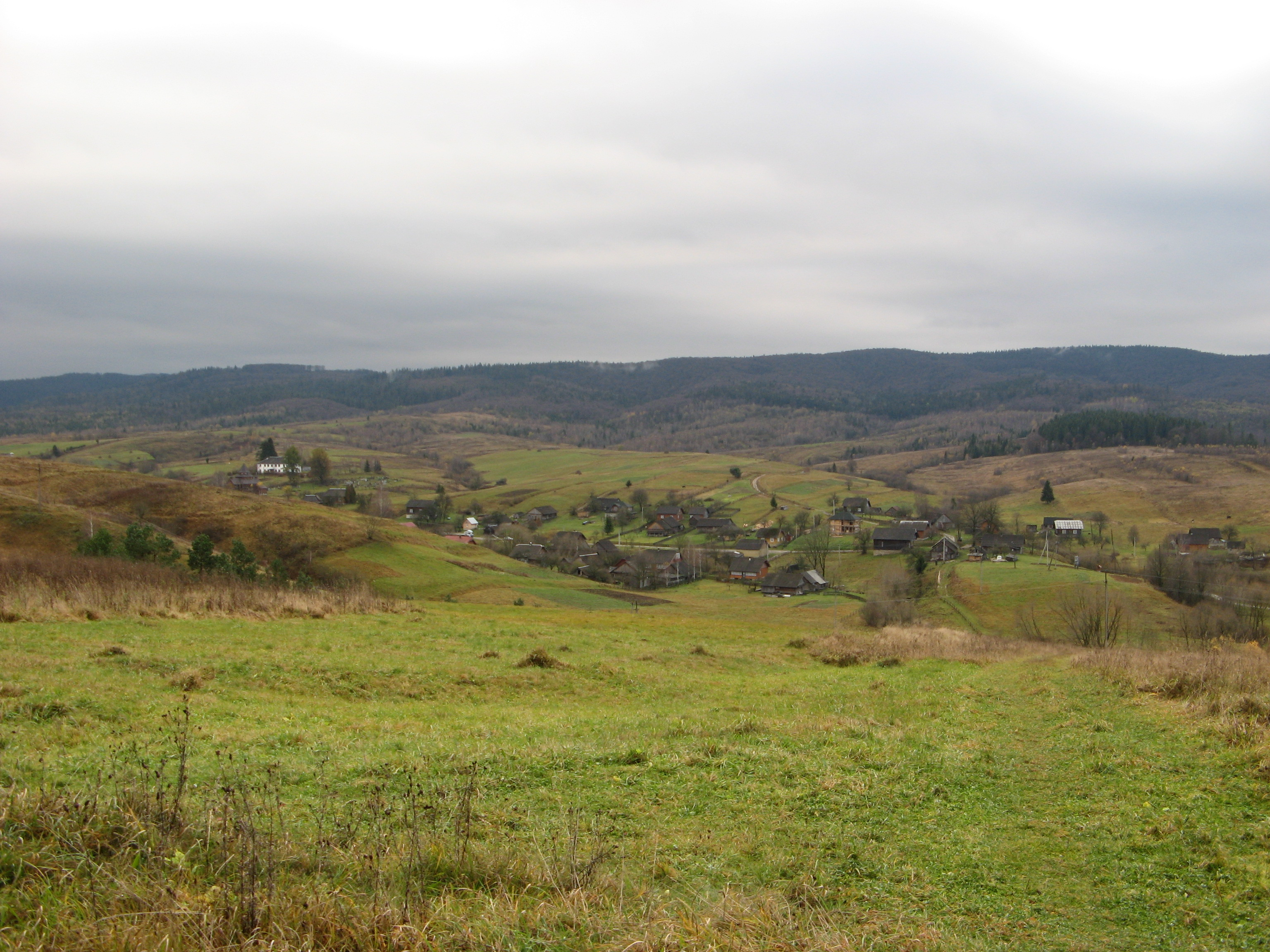
多利尼夫卡

多利尼夫卡（烏克蘭語：Долинівка），是烏克蘭的村庄，位於該國西部利沃夫州，由斯特雷區科焦瓦市鎮負責管轄，面積1.37平方公里，海拔高度729米，2001年人口310，人口密度每平方公里226.28人。